# Alejandro Hoffman
Alejandro Sergio Hoffman (Buenos Aires, Argentina, 26 d'octubre de 1966) és un jugador i entrenador d'escacs argentí que té el títol de Gran Mestre Internacional des de l'any 1998. El 2000 va rebre el Premi Konex - Diploma al Mèrit com un dels cinc millors escaquistes de la dècada a l'Argentina. Des del 2018 juga representant internacionalment l'Uruguai.
A la llista d'Elo de la FIDE del setembre del 2020, hi tenia un Elo de 2474 punts, cosa que en feia el jugador número 2 (en actiu) de l'Uruguai. El seu màxim Elo va ser de 2547 punts, a la llista de gener de 1999.

## Resultats destacats en competició
Va ser subcampió de l'Argentina l'any 1997.
Va participar representant l'Argentina en les Olimpíades d'escacs de 1990 a Novi Sad, de 1998 a Elistà i de 2000 a Istanbul.